# Friedrich Löchner

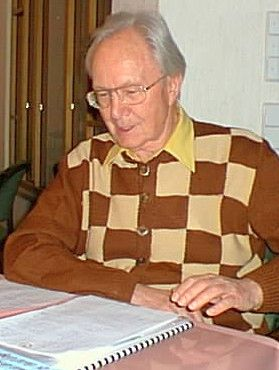
Friedrich Löchner, 1997 in Bad Wildbad

Friedrich Löchner (auch Erich Ellinger; * 12. September 1915 in Böckingen; † 18. Februar 2013 in Hohentengen am Hochrhein) war ein deutscher Schullehrer, Dichter, Autor und Schachspieler. Für seine kulturellen Verdienste erhielt er 1976 das Bundesverdienstkreuz am Bande und 1988 die Ehrennadel des Landes Baden-Württemberg.

## Leben und Werk
Friedrich Löchner leitete von 1966 bis 1979 die Dammrealschule in Heilbronn. Er ist auch als erfolgreicher Fernschachmeister, vielfacher Stadtmeister und Problemkomponist bekannt.
Nach einer Ausbildung am Lehrerseminar Heilbronn bestand Löchner 1935 und 1941 seine Dienstprüfungen sowie 1951 die Ergänzungsprüfung in Englisch. Er lehrte ab 1947 an der Knabenmittelschule in Deutsch, Englisch, Musik und Kurzschrift. Löchner leitete den Schülerchor, war Konrektor (1965–1966) der Dammrealschule und wurde 1966 Realschulrektor. Zu seinen Schülern gehörte in den 1960er Jahren der Bauingenieur und Historiker der Bautechnik Karl-Eugen Kurrer, den er 1968 zur Mittleren Reife führte.

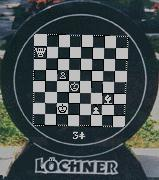
Familiengrab Löchner (1997)

Er war ein großer Freund klassischer Dichtung und Musik. Seit dem 14. Lebensjahr wurde er mit eigenen Dichtungen und Kompositionen bekannt. Seine Altersbeschäftigungen waren Schreiben, Lesen, Musik und Teilnahme an Senioren-Schachturnieren. Unter dem Pseudonym Erich Ellinger veröffentlichte er diverse Kurzgeschichten, Lyrik, Aphorismen und ein Weihnachtsspiel.
Als zweiter Vorsitzender und Ehrenmitglied des Heilbronner Sinfonieorchesters gestaltete er mehrere Jahrzehnte das Heilbronner Musikleben.
Sein lyrisches und dramatisches Werk aus sechs Jahrzehnten umfasst neben vielen Gedichten und Aphorismen philosophische Betrachtungen (Hände, 1944) und Bühnenstücke wie “Demetrius”, “Das Urteil”, “Der Ring I und II”, “Mardochai”, “Die Saat”, “Michael Kohlhaas” und ein 1950 mehrfach aufgeführtes Krippenspiel “Fürchtet euch nicht”, sowie das Hör- und Fernsehspiel “Leitungsprobe”. Besonders die Übersetzungen der Sonette William Shakespeares und die Übertragung von Alfred Tennysons Enoch Arden in deutsche Blankverse sind hervorzuheben. Bekannt sind viele seiner Aphorismen, wie in der Art eines abgewandelten "Spruchkalenders" im Jahresplaner des Buchausrüsters Herzog+Idex aus Beimerstetten. Die Quellen der Wahrheit lassen sich nicht verstopfen. und Nehmen kann man von alleine, geben muss man lernen. sind bemerkenswert.
Friedrich Löchner war eng mit der deutschen Dichterin Lisa Jobst und dem amerikanischen Dichter David Stewart Burch befreundet, dessen Gedichte er übersetzte.  
Auf dem Grabstein seines Familiengrabes ist ein Matt in drei Zügen abgebildet.

## Schach

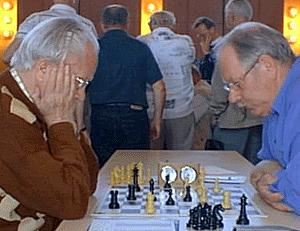
Friedrich Löchner (84 Jahre), ältester Teilnehmer am Fernschachtreffen 2000.

Löchners Hobby war das Schachspiel. Er gehörte zu den Gründungsmitgliedern des Heilbronner Schachvereins. Noch in hohem Alter nahm er an internationalen Turnieren teil. Unter anderen waren es die Deutschen Meisterschaften der Senioren 1996, 1997, 1999, 2001, 2004 und 2006. Außerdem spielte er bei den Weltmeisterschaften der Senioren der Jahre 1993, 1996, 1997 und 1998. Eines seiner letzten Turniere war 2010 das Seniorenturnier beim Schachfestival Bad Wörishofen.
Als Fernschachspieler nahm er an vielen Fernschachtreffen des Deutschen Fernschachbundes teil, wie in den Jahren 1998 in Bad Bevensen, 2000 in Bad Neustadt, 2007 in Bad Laasphe und 2008 in Reit im Winkl. Auch eine Buchlesung mit dem ältesten Teilnehmer Friedrich Löchner (92 Jahre) wurde dort organisiert.

## Nachweise
1. ↑  Lebenslauf Friedrich Löchner im Stadtarchiv Heilbronn
2. ↑  Friedrich Löchner, auch: Erich Ellinger auf Zitante (Christa Moll)
3. ↑  Friedrich Löchner: Nehmen kann man von alleine, geben muss man lernen. (Memento vom 7. Juli 2014 im Internet Archive) auf Radio RTL
4. ↑  Rätselhafter Grabstein mit "Matt in drei Zügen" auf Stimme.de
5. ↑  Deutsches Fernschachtreffen 2000 in Bad Neustadt (Saale) auf TeleSchach
6. ↑  (Gründungs-)mitglied Friedrich Löchner verstorben auf Webseite des Heilbronner Schachvereins
7. ↑  13. Offene Deutsche Senioren-Einzelmeisterschaft 2001 auf TeleSchach
8. ↑  8th World Senior Championships, The Week in Chess by Mark Crowther
9. ↑  Fernschachtreffen 1998 in Bad Bevensen auf TeleSchach by Gerhard Hund
10. ↑  Fernschachtreffen 2008 in Reit im Winkl (Memento vom 5. Juni 2015 im Internet Archive) auf Fernschachbund

| Personendaten    | Personendaten                                           |
| ---------------- | ------------------------------------------------------- |
| NAME             | Löchner, Friedrich                                      |
| ALTERNATIVNAMEN  | Ellinger, Erich (Pseudonym)                             |
| KURZBESCHREIBUNG | deutscher Schullehrer, Dichter, Autor und Schachspieler |
| GEBURTSDATUM     | 12. September 1915                                      |
| GEBURTSORT       | Böckingen                                               |
| STERBEDATUM      | 18. Februar 2013                                        |
| STERBEORT        | Hohentengen am Hochrhein                                |